# Firuzabad

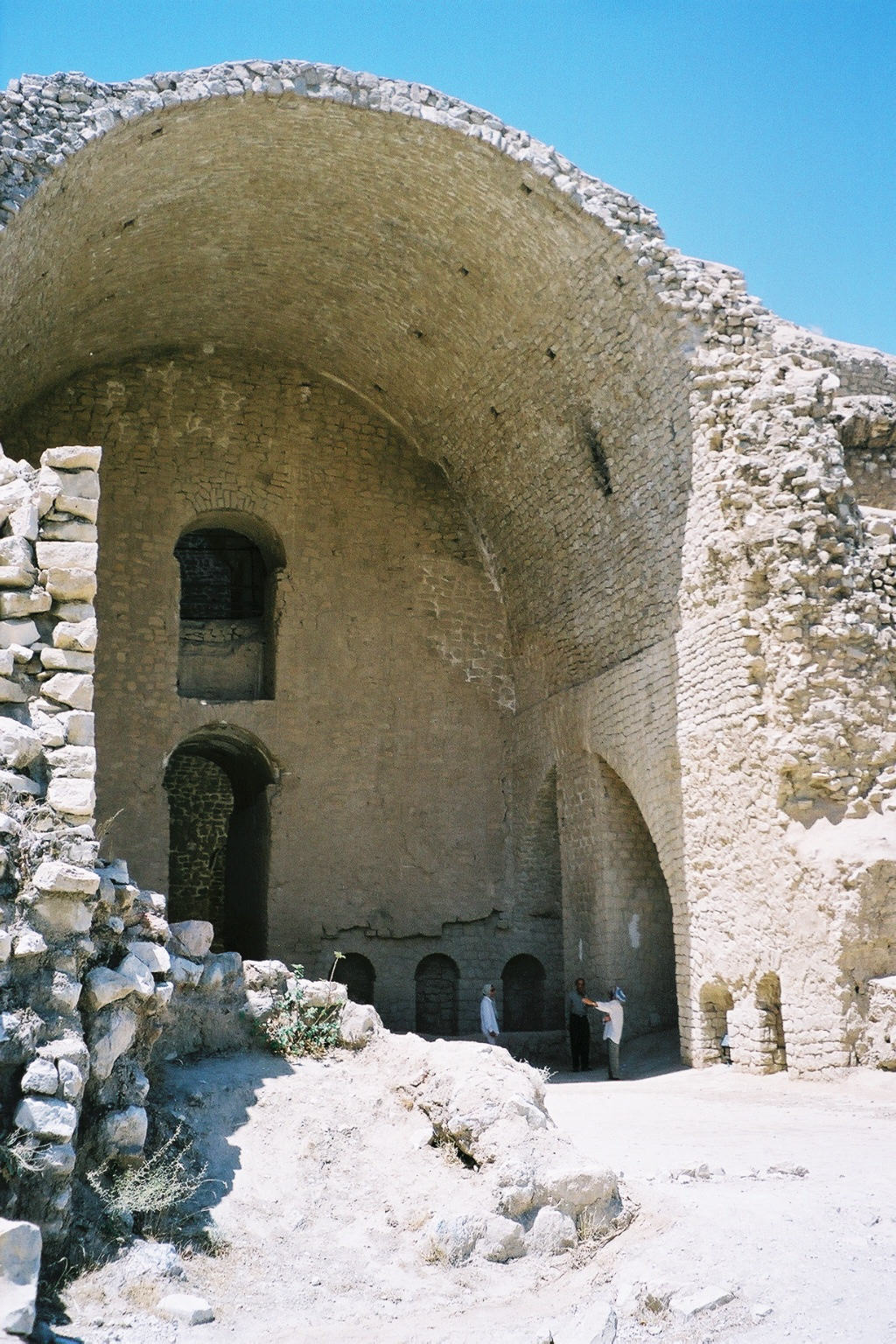
Iwán del palacio de Ardacher en Firuzabad

Firuzabad (en persa: فيروز آباد‎, Firouzābād) es una ciudad del centro de Irán en la provincia de Fars, situada a 115 km de Shiraz, la capital provincial. Está emplazada en una llanura fértil de más de 20 km de largo y de 11 km de ancho, irrigada por el río  Khoja que fluye de norte a sur. La ciudad está rodeada por una muralla de barro y un foso.
En la ciudad se encuentra el Palacio de Ardacher, reconocido  el 30 de junio de 2018 por la Unesco como Patrimonio de la Humanidad, parte del «Paisaje arqueológico sasánida de la región del Fars» (ref. n.º 1568-001).
A 4 o 5 km al noroeste de la ciudad actual se encuentran las ruinas de una ciudad antigua y de un gran edificio conocido como el templo del fuego de Ardacher I, y detrás de este, sobre la superficie de un peñasco de la garganta por la que el río entra en la llanura, se encuentran dos bajorrelieves sasánidas. El río sale de la llanuras por otra garganta estrecha en la extremidad sur. Es allí donde, según la historia iraní, Alejandro Magno, ante la imposibilidad de adueñarse de la ciudad, construyó una presa que cerraba la garganta, creando un lago en la planillanura que sumergió la ciudad y las ciudades vecinas. El lago subsistió hasta el comienzo del siglo III, cuando Ardacher, el primer monarca sasánida, destruyó el embalse y liberó así la llanura. Construyó una nueva ciudad, a la que llamó Gur y la hizo la capital de una de las cinco subdivisiones de Fars. Firuz, o (Peroz I), uno de los sucesores de Ardacher, renombró el distrito según su nombre como Firuzabad ("la ciudad de Firuz"), pero el nombre de la ciudad quedó como Gur hasta que Azud ed Dowleh (949-982) le dio su nombre actual. Cambió el nombre de la ciudad porque residía a menudo en Gur y el hecho que este nombre significa también "tumba"  fue el origen de alusiones poco afortunadas;  por ejemplo, «las gentes que van a Gur (tumba) no regresan nunca vivos; nuestro rey va a Gur, la ciudad, muchas veces al año y no ha muerto aún».
El distrito actual cuenta 20 pueblos y produce trigo y arroz. 